# Verel-de-Montbel
Verel-de-Montbel là một xã thuộc tỉnh Savoie trong vùng Rhône-Alpes ở đông nam nước Pháp.